# Erick Mendonça
Erick Olim Mendonça, nascido no México a 21 de julho de 1995, é um jogador profissional de futsal que joga atualmente pelo Futbol Club Barcelona e pela Seleção Portuguesa de Futsal. É portador da Síndrome de Legg-Calvé-Perthes.
A 4 de outubro de 2021, foi agraciado com o grau de Comendador da Ordem do Infante D. Henrique.

## Ligações Externas
- Perfil do jogador no site do Sporting
- Perfil do jogador no site da Federação